# Вирему Кинги
Вирему Кинги Те Рангитаке (англ. Wiremu Kingi; ок. 1795, Манукорихи, Новая Зеландия — 13 января 1882, Каингару) — новозеландский маорийский военачальник, вождь племени те ати ава, известный своим активным сопротивлением продаже земли Северного острова английским колонизаторам, участник Мушкетных войн.
Примерно в 1833 году был обращён в христианство и первоначально был дружественно настроен к европейцам, даже оказывая им помощь в борьбе с другими вождями, но в 1847 году отказался передать англичанам по требованию губернатора Джорджа Грея исконных земель его предков. Активно воевал против англичан в Таранакской (1860—1861) и Вайкатской (1863—1864) войнах; по итогам последней легитимность его претензий на сохранение родовых территорий была признана. Фактически не подчинялся колониальным властям до 1872 года, когда примирился с англичанами. Последние годы жизни провёл в уединении.